# Gallische hoeve

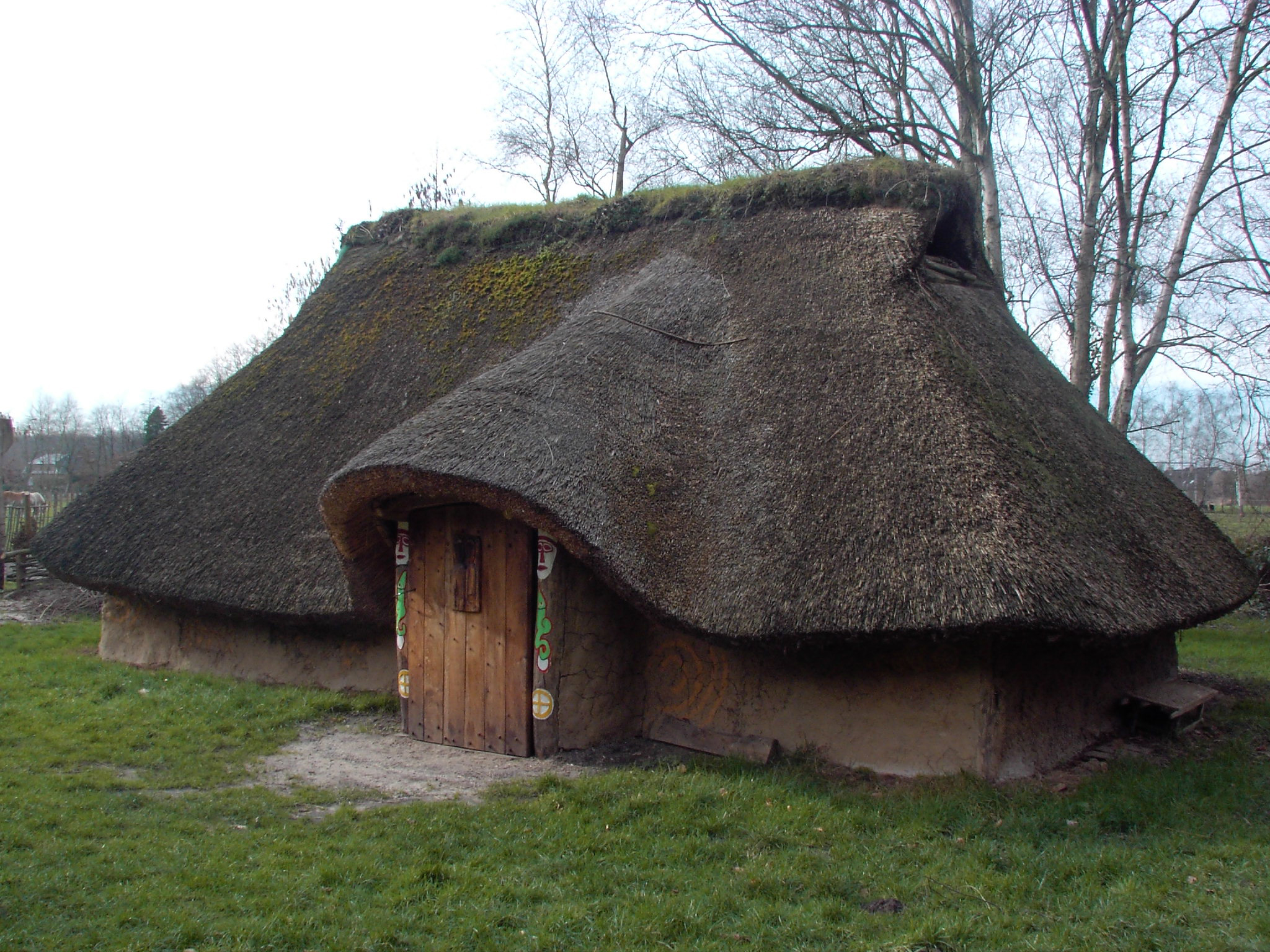
De Gallische hoeve

De Gallische hoeve is een openluchtmuseum in de Oost-Vlaamse plaats Destelbergen, gelegen aan de Alfons Braeckmanlaan 430.
Het betreft een reconstructie van een boerderij uit de 1e eeuw n.Chr. waarbij de restanten van een opgegraven hoeve als uitgangspunt dienden. De gereconstrueerde boerderij is opgebouwd uit eikenhout en heeft een rieten dak. Naast de hoeve zijn nog een graanschuurtje, grafheuvel en een heiligdom nagebouwd.
De hoeve is tussen 1995 en 1997 gebouwd.
Middels experimentele archeologie tracht men een beeld te krijgen van leven en werken in deze tijd. De Gallische hoeve is te bezoeken. Regelmatig zijn er evenementen rondom de Kelten.